# Milan Izák

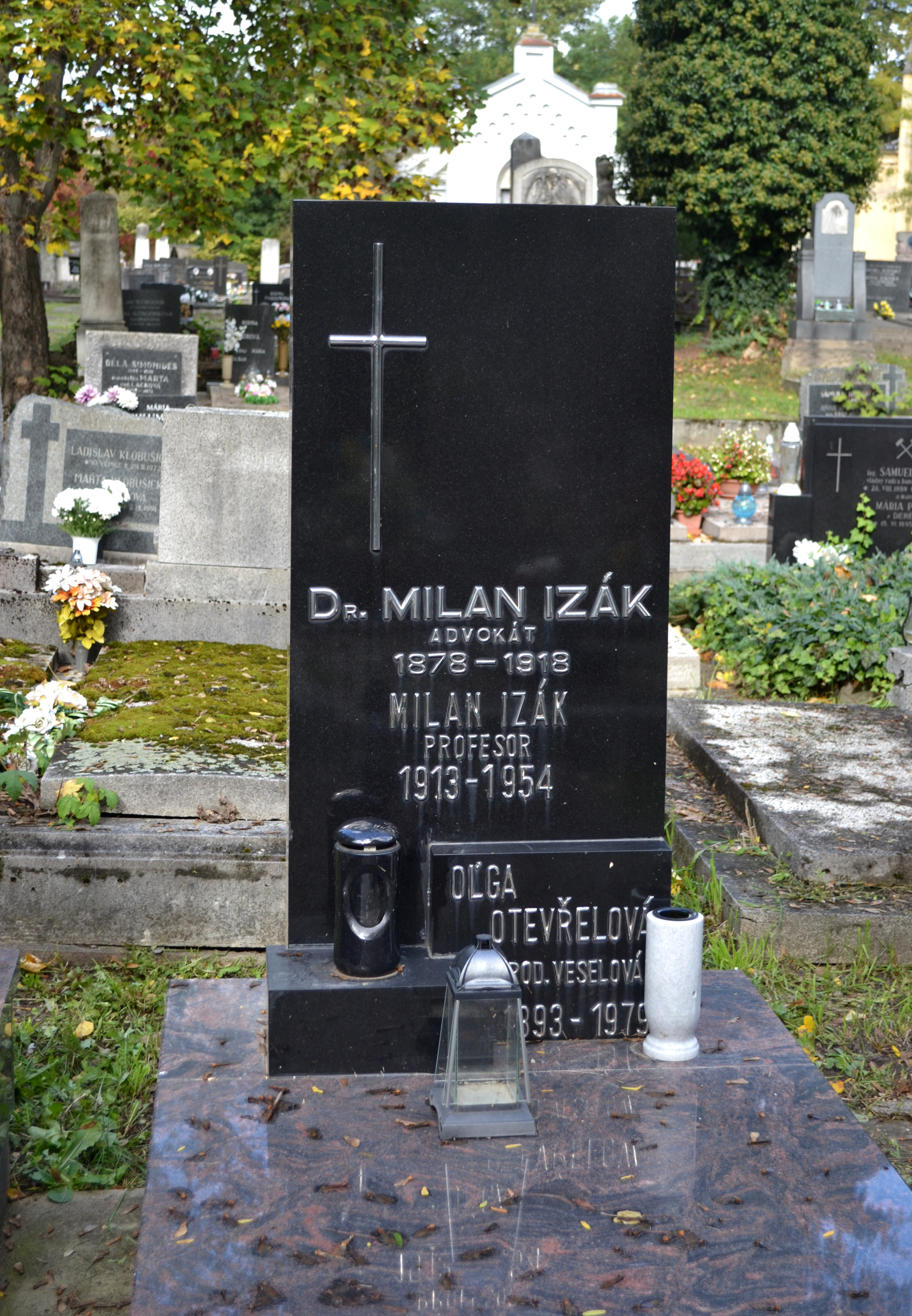
Hrob Milana Izáka a jeho rodičů

Milan Izák (19. června 1913, Banská Bystrica – 15. srpna 1954, tragicky na Oravské přehradě; pohřben v Banské Bystrici) byl slovenský protifašistický bojovník a notář.

## Životopis
Studoval na Reformním reálném gymnáziu v Banské Bystrici (maturoval 1931–1932). Účastník protinacistického odboje během druhé světové války. Zachraňoval pronásledované obyvatele Banské Bystrice a dalších míst Slovenska před gestapem, vydal 460 falešných legitimací a vystavoval nebezpečí svůj život.
Působil jako hlavní notář na Hrochoti a v Mičiné. Přednosta Městského národního výboru v Banské Bystrici (1945–1947).